# Cantó de Caen-1
El cantó de Caen-1 és un cantó francès del departament de Calvados, situat al districte de Caen. Té 2 municipis i el cap es Caen.

## Municipis
- Bretteville-sur-Odon
- Caen (part)

## Història
| Data d'elecció                           | Identitat          | Partit                     | Qualitat |
| ---------------------------------------- | ------------------ | -------------------------- | -------- |
| 1970-1989                                | Jean-Marie Girault | RI, després UDF            |          |
| 1989-2004                                | Simone Dauguet     | RPR, després divers droite |          |
| 2004-2011                                | Luc Duncombe       | UDF, després NC            |          |
| 2011-                                    | Jean Lemarié       | PS                         |          |
| les dades anteriors no són pas conegudes |                    |                            |          |
|                                          |                    |                            |          |